# Batalla dels Vosges
La batalla dels Vosges, coneguda també com a batalla a Alsàcia o batalla de l'Ochsenfeld i lluitada l'estiu de 58 aC, va ser una de les batalles de la Guerra de les Gàl·lies.

## Antecedents
Ariovist, rei dels sueus havia creuat el Rin amb els marcomans, tribocs, nèmetes, vangíons, sedusis, sueus i carudes, des de la vall dels rius Neckar i Main al voltant del 72 aC en ajut dels sèquans en la seva lluita contra hedus i els seus aliats, que foren derrotats i perderen tots els seus nobles, el Senat i els cavallers. Amb els anys, els pobles germànics havien creuat el Rin fins a arribar ràpidament als 120.000 colons. Els sèquans, amb aquests esdeveniments i vista l'arrogància creixent d'Ariovist van decidir unir forces amb els seus veïns hedus, oblidant greuges passats per combatre junts l'enemic comú. Després de derrotar el 15 de març del 60 aC als celtes a la batalla de Magetobriga, Ariovist va ocupar un terç del país dels sèquans i en demanava un altre terç, doncs uns mesos abans havien arribat 24.000 carudes, als que calien terres i cases, amb el risc que en pocs anys, tots els gals fossin expulsats de la Gàl·lia.
Els hedus van enviar ambaixadors a Roma per demanar ajuda i el senat romà va intervenir convencent el 59 aC a Ariovist de suspendre les conquestes a la Gàl·lia a canvi d'oferir a proposta de Juli Cèsar, el títol de Rex atque amicus populi romani (rei i amic del poble romà). Ariovist, però, van continuar atacant als veïns gals amb creixent crueltat, per induir-los a buscar l'ajuda militar a Cèsar.
L'aprovació de l'Assemblea del 58 aC va ser un pretext de Juli Cèsar per obtenir el permís legal per intervenir en la seva defensa contra els invasors germànics d'Ariovist, perquè creia que seria perillós seguir permetent creuar el Rin als alemanys doncs un cop ocupada tota la Gàl·lia podrien envair la Gàl·lia Narbonesa i després la mateixa Itàlia, com ja va passar amb la invasió de cimbris i teutons, i va enviar ambaixadors a Ariovist per demanar una entrevista a mitjan camí, però aquest va demanar que Cèsar anés a visitar-lo, doncs reclamava el dret a romandre a la Gàl·lia, ja que havia guanyat la guerra contra els gals. Cèsar, molest per la resposta de Ariovist, va donar un ultimàtum dient que seria considerat en perpetuïtat, amic del poble romà, només complia les següents demandes: No transferir més pobles germànics, a la Gàl·lia al llarg del Rin, i no atacar i tornar als ostatges als hedus i sèquans, els seus nous aliats. La resposta d'Ariovist va ser desafiar a Cèsar a lluitar amb ell, recordant el valor de les seves tropes, invicte fins a la data.
Ariovist va sortir del seu territori i es dirigia a Vesontio, la ciutat més important dels sèquans, i Cèsar va decidir que no podia concedir aquest avantatge a l'enemic, va posar en camí les seves tropes a tota velocitat per ruta més curta possible, i una vegada ocupada la ciutat va deixar una guarnició en la seva defensa i va reprendre l'avanç a principis d'agost i, després de sis dies de marxa continua els exploradors van informar que l'exèrcit d'Ariovist estava a 24 milles.

## Moviments previs

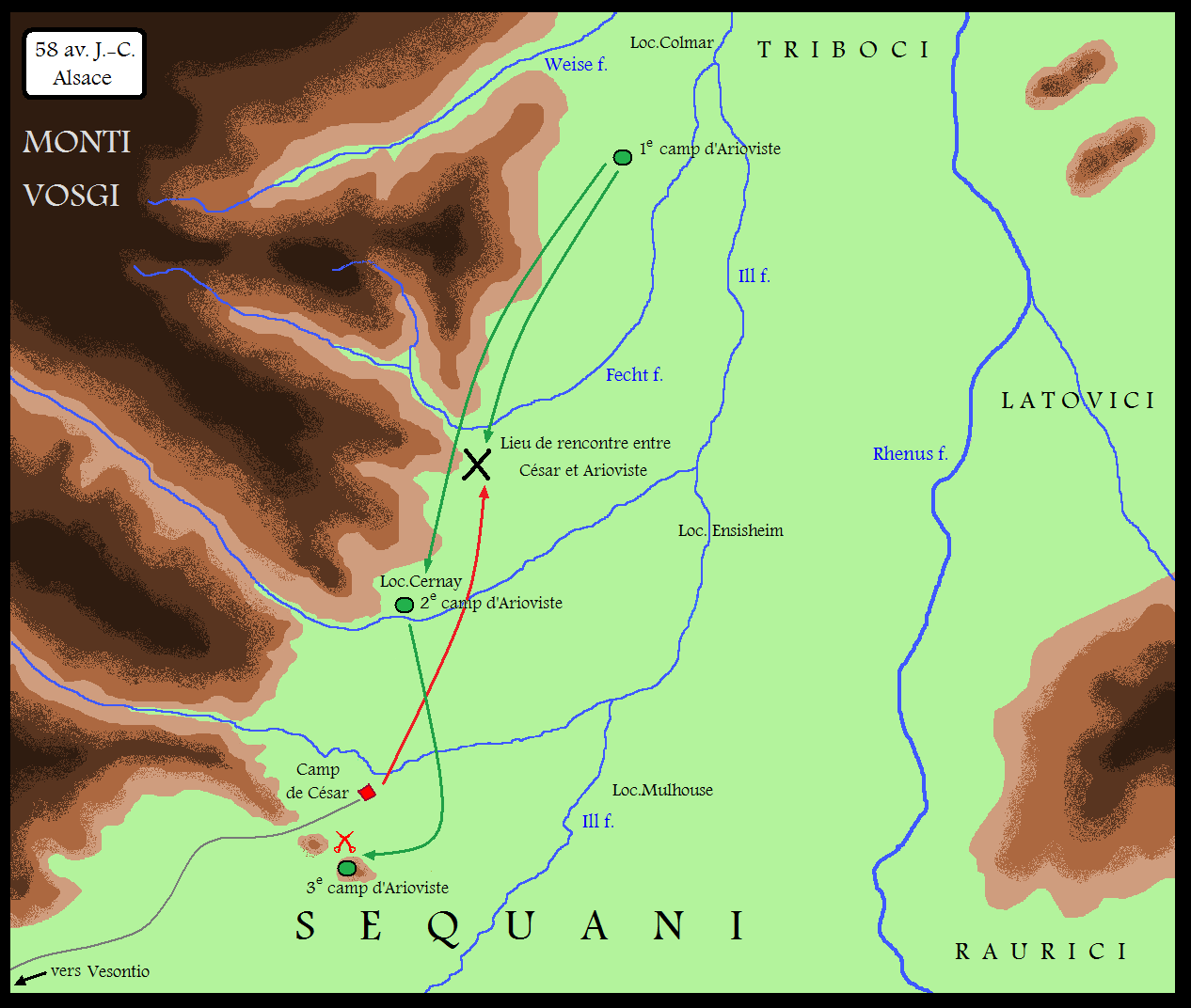
Moviments previs a la batalla

En saber de l'arribada de Cèsar, Ariovist va enviar els seus ambaixadors per mostrar al general romà la seva disponibilitat per entrevistar-se als de cinc dies, i Cèsar no va rebutjar la proposta, pensant que Ariovist podria repensar-se les seves decisions, però l'entrevista va fracassar i Cèsar es va retirar.
Ariovist va situar el seu campament base, a uns 6.000 passus (9 km) del de Cèsar, que estava a uns 35 km d'on es van reunir els mandataris, i l'endemà, suposadament fent una marxa pels boscos de la zona, va acampar a només 2.000 passus més a prop, amb l'objectiu de reduir el general romà totes les vies possibles de reforç dels seus aliats hedus i sèquans. Durant cinc dies, hi va haver constants escaramusses entre els dos exèrcits, en les que Ariovist enviava contra la cavalleria enemiga, 6.000 unitats de cavalleria i 6.000 d'infanteria molt ràpida.

## Desenvolupament tàctic
Després de diversos amb els dos exèrcits estancats, Ariovist va prendre la iniciativa, atacant del migdia fins a la nit el petit camp, i l'endemà Juli Cèsar va desplegar les sis legions en tres files avançant cap al campament enemic i Ariovist va ordenar a l'exèrcit per formar en columnes per tribus arudes, marcomans, tribocs, vangíons, nèmetes, sedusis i sueus, que quedaven envoltades de carros i carruatges.
Els germànics van atacar movent-se tan ràpidament que els romans no van tenir temps de llançar els pílums i la batalla es van lluitar amb les espases. Mentre el flanc esquerre alemany, el més feble, era atacat amb reforços romans, l'altre flanc romà gairebé es trenca sota una forta pressió, fins que van arribar els reforços de Publi Licini Cras Dives al comandament de la cavalleria de reserva. Amb l'esquerra en perill, Cras va dur endavant les reserves de la tercera línia, que va trencar l'atac germànic. Aclaparats per ambdós flancs, els germànics van fugir cap al Rin, perseguits de prop pels romans, sent massacrats en una persecució de 15 quilòmetres.

## Conseqüències
Ariovist va creuar el Rin, amb uns pocs fidels i va desaparèixer de la història, mentre Cèsar havia empes als sueus més enllà del Rin, que es va convertir en la barrera natural de l'imperi els següents cinc segles, i s'havia aturat la migració, i Roma, que havia guanyat la guerra, tenia la facultat de pronunciar-se sobre tots els pobles en el seu territori de la Gàl·lia. A la tardor, per l'aquarterament de les seves legions, Cèsar va decidir passar l'hivern en el territori de sèquans i tornar a la Gàl·lia Cisalpina per fer front als assumptes de procònsol.